# Скатерщиков, Сергей Сергеевич
Сергей Сергеевич Скатерщиков (род. 5 мая 1972 года, Москва) — член совета директоров компании Digital Domain Holdings Limited (мировой лидер в области спецэффектов для киноиндустрии), российский предприниматель и профессиональный инвестор, специалист по финансовой информации, акционерным и портфельным инвестициям, был членом советов директоров ОАО «ЛСР» и ОАО «Объединённые машиностроительные заводы». Инвестирует в компании малой и средней капитализации в Европе, Китае и США, специализируется на отраслях электронной коммерции, медиа, предметов роскоши и арт-индустрии .

## Биография
Родился 5 мая 1972 года в городе Москве.
В 1989—1994 годах учился на Географическом факультете МГУ, Кафедра социально-экономической географии зарубежных стран.
Учился в MBA Fuqua School of Business, Университет Дьюка[когда?].
Преподавал деловую журналистику на факультете журналистики МГУ[когда?], тренировал детские футбольные команды в Moscow Youth Soccer League.
В 1992—1998 годах — основатель и генеральный директор ООО «Скейт-Пресс», финансовой информационной компании, освещавшей 14 рынков Центральной и Восточной Европы, и проданной группе европейских инвесторов (голландской Independent Media BV и австрийской red-stars.com Data AG). «Скейт» был первым поставщиком независимой финансовой информации и аналитики на российском рынке, разработал первый в России фондовый индекс. В 1994 году Wall Street Journal назвал Сергея Скатерщикова «лучшим молодым предпринимателем Центральной Европы».
В 1998—1999 годах — генеральный директор E*Trade Eurasia, стратегического партнёра американской публичной компании E*Trade Group Inc в Восточной Европе.
В 1999—2000 годах — старший вице-президент, член Правления caibon.com Internet Services AG, дочернего онлайн-брокерского подразделения Bank Austria Creditanstalt.
В 2000 году основал IndexAtlas Group — инвестиционную компанию, специализирующеюся на прямых инвестициях, корпоративных финансах, корпоративном управлении, прямых акционерных инвестициях, в числе портфельных компаний — Skate’s Art Investors’ Service, Nordberg Capital Partners, Nesprosta.ru.
В 2002—2003 годах в качестве заместителя генерального директора по финансам ОАО «ОМЗ» организовал листинг компании на Лондонской фондовой бирже, осуществил серию стратегических сделок по приобретениям и продажам крупных компаний и подразделений, ушёл в отставку после объявления о слиянии с «Силовыми Машинами»; в 2004—2006 годах был членом совета директоров, а также членом комитетов по аудиту и вознаграждениям.
В 2001—2005 годах — консультант по стратегическому развитию, корпоративным финансам и связям с инвесторами в ОАО АК «Транснефть».
В 2005—2007 годах руководил российским филиалом банка Dresdner Kleinwort[уточнить], руководитель IPO-бизнеса банка в России и на Украине, в частности отвечал за вывод на биржу компаний «Роснефть», «Разгуляй».
В 2006—2008 годах — вице-президент по стратегии и развитию ОАО «Мобильные ТелеСистемы», среди прочего отвечал за сделки компании по приобретению «Уздунробиты» (Узбекистан), VivaCell (Армения) и «Башселл» (Россия, Уфа).
В 2009—2015 годах — основатель компании Skate Capital Corp, инвестиционной компании в мировой арт индустрии.
В 2011—2014 годах — управляющий директор Redline Capital Management SA, зарегистрированной в Люксембурге.
В 2012 году приобрел у английской компании Reed Exhibitions крупнейшую австрийскую ярмарку современного искусства VIENNAFAIR.
В апреле 2014 года Сергей Скатерщиков приобрел издательский бизнес со столетней историей Artnews у Милтона Эстероу (Milton Esterow) и в 2015 году продал его основному конкуренту — американской компании BMP Media Holdings, принадлежащей американскому миллиардеру Питеру Бранту (Peter Brant).
В 2017 году стал одним из крупнейших акционеров публично торгуемой швейцарской компании 5EL SA и поддержал стратегическое развитие компании в области коммерческого внедрения блокчейн технологий.
В 2018 в качестве Председателя Совета Директоров публично торгуемой швейцарской компании The Native SA организовал смену контроля и утвердил новую стратегию и менеджмент для американской компании Paddle8, лидера онлайн торговли предметами искусства и благотворительных аукционов в США.
В октябре 2019 г. принадлежащая Скатерщикову компания IndexAtlas стала одним из крупнейших акционеров публично торгуемой швейцарской компании MCH Group AG (владелец ярмарок Art Basel). Эта инвестиция стала катализатором изменений в компании MCH Group AG, сделав компанию предметом конкуренции между несколькими стратегическими инвесторами . В результате, изначально контролируемая местными швейцарскими властями (кантонами) компания MCH Group AG де факто была приватизирована после того, как внеочередное собрание акционеров компании 3 августа 2020 одобрило увеличение акционерного капитала на сумму до 104,5 млн франков за счет инвестиций одной из компаний Джеймса Мердока (James Murdoch), а также радикальное изменение правил корпоративного управления и состава совета директоров, в который вошли Джеймс Мердок и два его представителя .
В марте 2020 г. принадлежащая Сергею Скатерщикову компания Indexatlas AG организовала слияние двух американских компаний FuboTV Inc и Facebank Group Inc, создав мирового лидера в области стриминга спортивных событий, торгуемого на Нью-Йоркской Фондовой Бирже (FuboTV) .
В январе 2021 года Сергей Скатерщиков стал членом совета директоров публично торгуемой компании Digital Domain Holdings Limited, мирового лидера спецэффектов для киноиндустрии и индустрии развлечений .
В июле 2021 года Сергей Скатерщиков вместе с американским миллиардером Адамом Линдеманном (Adam Lindemann) и итальянским предпринимателем (и членом семьи Аньелли (Agnelli family) Лапо Элканн (Lapo Elkann) организовал публичное размещение акций компании Youngtimers AG на швейцарской фондовой бирже на сумму 35 млн франков .

## Звания, награды и премии
- 1994 — Звание «Best Young Businessman of the Year in Central Europe» (The Wall Street Journal).
- 2013 — Награда The Art Newspaper, за личный вклад в развитии Венской ярмарки современного искусства (VIENNAFAIR).

## Публикации
- Скатерщиков C. C. Прививка от Enron, или практическое руководство по созданию систем внутреннего контроля, внутреннего аудита и комитетов по аудиту в акционерных обществах (июнь 2005 г., «Альпина Бизнес Букс») ISBN 5-9614-0194-4
- Скатерщиков C. C. Руководство по инвестированию в предметы искусства (декабрь 2006 г., «Альпина Бизнес Букс»), Skate’s Art Investment Handbook (2007 и 2009 гг., McGraw & Hill) ISBN 5-9614-0258-4